# Phylloscartes parkeri
El  orejerito de Parker (Phylloscartes parkeri) también denominado atrapamoscas de cara acanelada o moscareta de cara canela (en Perú) es una especie de ave paseriforme de la familia Tyrannidae, perteneciente al  numeroso género Phylloscartes. Es nativo de regiones andinas del oeste de América del Sur

## Distribución y hábitat
Se distribuye por los contrafuertes orientales de los Andes desde el centro de Perú (Huánuco y Pasco) hacia el sur hasta el extremo norte de Bolivia (sur del Beni).
Esta especie es considerada poco común en sus hábitats naturales: el dosel y los bordes de bosques de laderas montañosas bajas, principalmente entre los 650 y los 1500 m de altitud.

## Sistemática

### Descripción original
La especie P. parkeri fue descrita por primera vez por los ornitólogos estadounidenses John W. Fitzpatrick y Douglas F. Stotz en 1997 bajo el mismo nombre científico; su localidad tipo es: «Hacienda Amazonia, 12°57'S 71°11'W, Madre de Dios, Perú». El holotipo, un macho colectado el 23 de noviembre de 1983, se encuentra depositado en el Museo Field de Historia Natural bajo el número FMNH  315959.

### Etimología
El nombre genérico masculino «Phylloscartes» se compone de las palabras del griego «phullon» que significa ‘hoja’, y «skairō» que significa ‘saltar, bailar’; y el nombre de la especie «parkeri» conmemora al ornitólogo estadounidense Theodore A. Parker III (1953-1993).

### Taxonomía
Es monotípica.